# 寳神尚史
寳神 尚史（ほうじん ひさし、1975年 - ）は、日本の建築家。

## 経歴
1975年神奈川県生まれ。1997年明治大学理工学部建築学科卒業。1999年明治大学大学院理工学研究科建築学専攻修士課程修了。青木淳建築計画事務所に勤務。2005年日吉坂事務所開設。

## 主な賞歴
- GOOD DESIGN AWARD 2008 （2008年）
- 第2回AICAショップデザインコンテスト 最優秀賞 （2008年）
- JCDデザイン賞2008 銀賞 （2008年）
- 東京建築士会住宅建築賞（2010年）
- 日本建築学会作品選集新人賞(2014年)
- 東京都建築士会住宅建築賞 金賞(2018年)
- 日本建築学会　2019作品選集　入選(2019年)